# Dampftriebwagen Bauart Buffaud & Robatel
Die Dampftriebwagen Bauart Buffaud & Robatel der Compagnie des chemins de fer du Nord (NORD) waren acht Dampftriebzüge von Buffaud & Robatel (Voiture à vapeur = VV), die im Vorortverkehr von Paris eingesetzt wurden. Sie bestanden aus einer Lokomotive, die von zwei Personenwagen eingerahmt war. Wegen ihrer mit Gittertüren verschlossenen niedrigen Traglastenabteile wurden sie von den Fahrgästen als cages à poule ‚Hühnerställe‘ bezeichnet.

## Geschichte
Die Nord suchte nach einem Fahrzeug, das ohne große Infrastruktur zwischen beliebigen Bahnhöfen verkehren konnte. Im Besonderen sollten für den Betrieb keine Drehscheiben und keine Umfahrungsgleise in den Bahnhöfen notwendig sein, außerdem sollten die Betriebskosten möglichst niedrig gehalten werden. Die Triebzüge wurden 1908 in Betrieb genommen, nachdem von der kleinen Ringbahn keine Züge mehr im Gare du Nord endeten. Die Triebzüge der Nord pendelten zwischen dem Gare du Nord und dem Bahnhof La Chapelle-Saint Denis an der Ringbahn und stellten so den Anschluss von ihr an den Gare du Nord her. Während des Ersten Weltkriegs wurde zwischen fünf Uhr am Morgen und sieben Uhr abends stündlich nur noch ein Zug geführt. Die Triebzüge verkehrten bis 1932 zwischen dem Gare du Nord und dem kleinen Ring.
Der Triebzug wurde auf den Weltausstellungen in Brüssel 1910 und in Turin 1911 gezeigt.

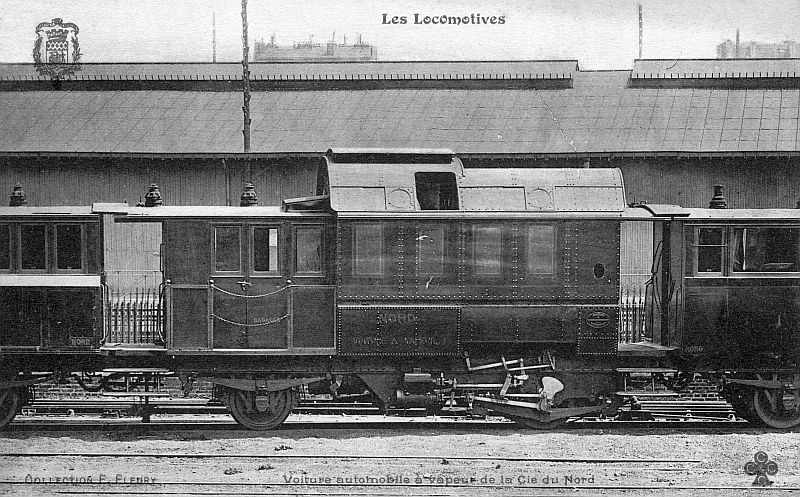
Lokomotive mit aufgesetzter Verkleidung

## Technik
Die Triebzüge bestanden aus drei Teilen: einem vorauslaufenden Wagen mit einem Abteil der 1. und 2. Klasse, der Lokomotive mit Gepäckabteil (bei der es sich somit genau genommen um einen Dampf-Gepäcktriebwagen handelte) in der Mitte und dem nachlaufenden Wagen 3. Klasse. Damit die Streckensicht des Lokführers nicht eingeschränkt wurde, waren die Wagenkästen der Reisezugwagen asymmetrisch ausgeführt, wobei die in Fahrtrichtung linke Seite so abgesenkt war, dass sie die Sicht des Lokführers auf die Signale nicht behinderte. Die Wagen hatten in der Mitte einen Längsgang und auf der in Fahrrichtung rechten Seite Längsbänke. Auf der niederen Seite waren mit Gittertüren verschlossene Traglastenabteile eingerichtet. Damit sollte verhindert werden, dass in dem eher kleinen Passagierraum die Reisenden durch Gepäck behindert würden. Die Wagen waren mit einer Warmwasserheizung versehen, deren Wasser durch den Kessel der Dampflok erhitzt wurde.
Die Komposition bot insgesamt 56 Sitzplätze und 30 Stehplätze. In der 1. Klasse waren acht, in der 2. Klasse 14 und in der 3. Klasse 28 Sitzplätze, behelfsmäßig konnten im Gepäckabteil der Lokomotive weitere sechs Sitzplätze 3. Klasse angeboten werden.

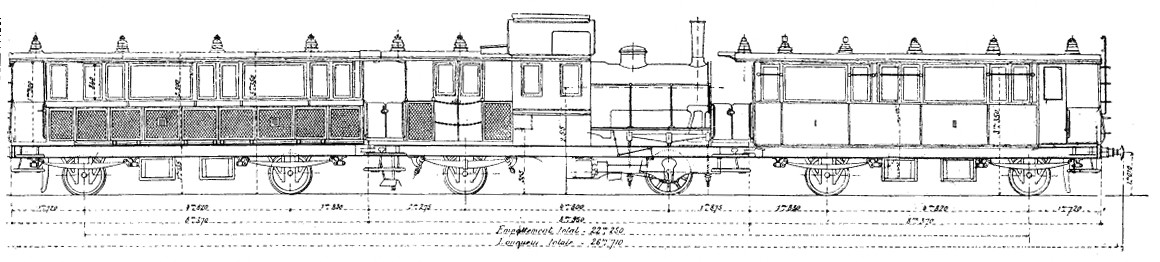
Maßbild der Komposition